# Kompozycja symultaniczna
Kompozycja symultaniczna (symultanizm, synoptyka) – metoda przedstawiania w jednej kompozycji plastycznej kilku epizodów rozgrywających się w różnym miejscu i czasie. Często prowadzi to do zwielokrotnienia wizerunku postaci w ramach jednego obrazu. Po kompozycję symultaniczną sięgano szczególnie w starożytności i średniowieczu, gdy obraz zastępował słowo pisane. 

Ołtarz z Dijon
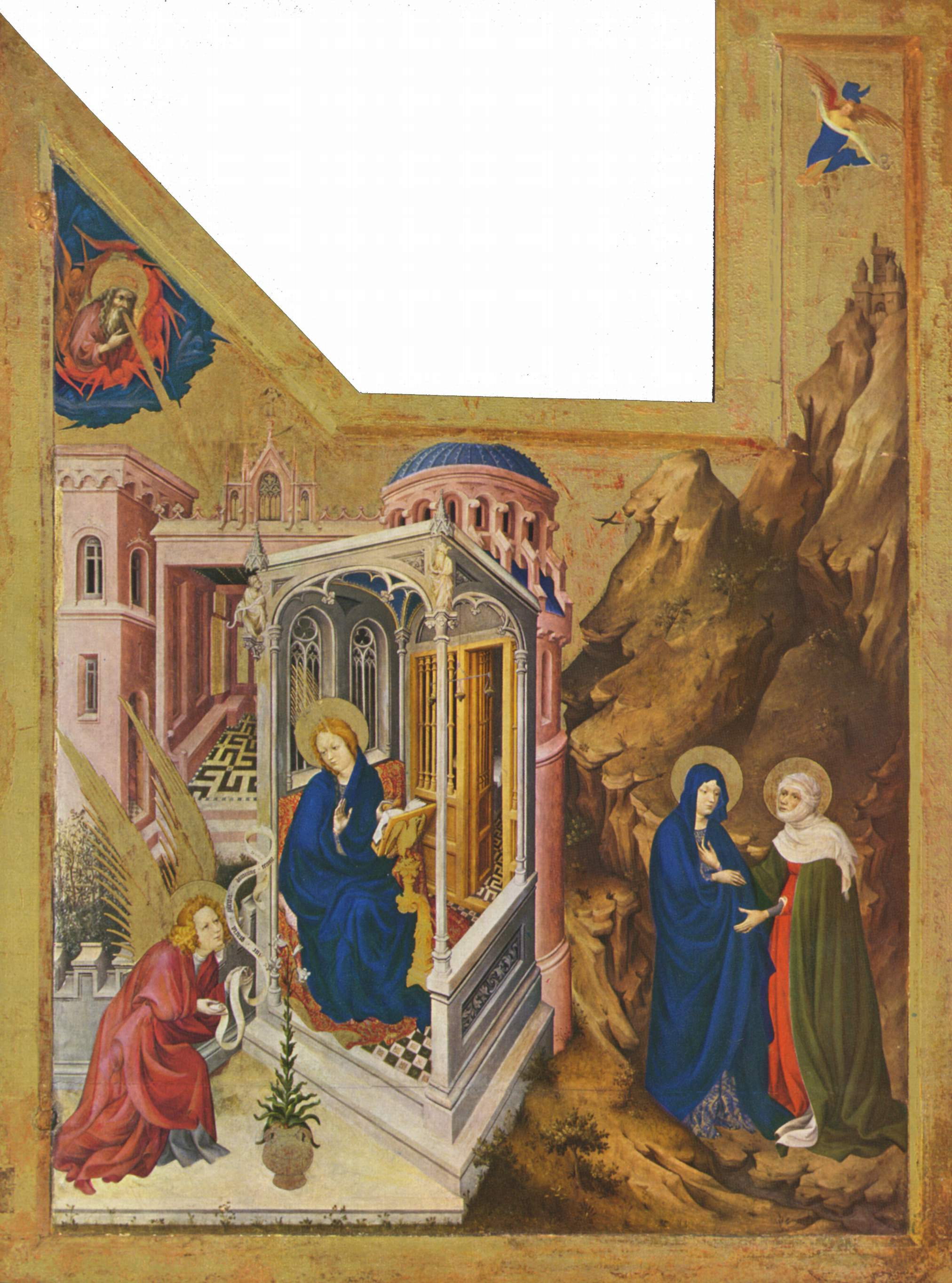
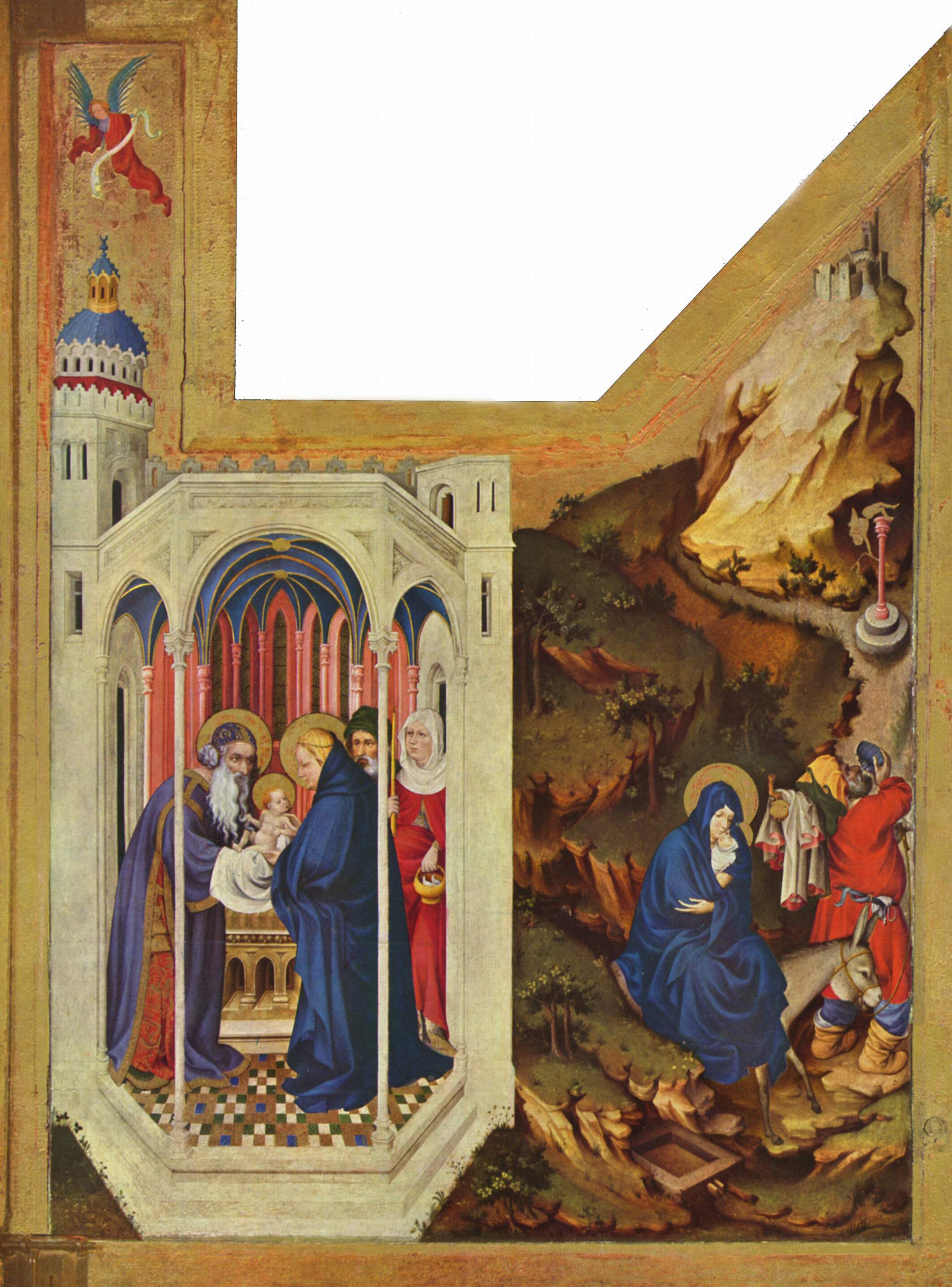

Według niektórych badaczy termin ten jest używany niewłaściwie i do wyżej opisanej metody powinno się stosować termin metoda kontynuacyjna. Przedstawienie symultaniczne zaś, zgodnie z tym poglądem, odnosiłoby się do ukazywania obiektów z różnych punktów widzenia jednocześnie. 
Przykłady zastosowania kompozycji symultanicznej:
- Melchior Broederlam, Ołtarz z Dijon, 1394-99, Musée des Beaux-Arts w Dijon
- Masaccio, Grosz czynszowy, 1426-28, fresk z kaplicy Brancaccich w Santa Maria della Carmine we Florencji